# La Portela de Valcarce
La Portela de Valcarce es una localidad perteneciente al municipio de Vega de Valcarce en la comarca leonesa del Bierzo. Se encuentra ubicada al este de la capital municipal, en la margen izquierda del río Valcarce y a una altitud de unos 600 metros. El Camino de Santiago Francés pasa por la localidad. Su población, en 2013, es de treinta y cinco habitantes.

## Historia
En 1834, cuando se realizó en España la primera división del territorio nacional en partidos judiciales, quedó adscrito al partido judicial de Villafranca del Bierzo.  En 1966 se suprimió el partido judicial de Villafranca del Bierzo y la Portela de Valcarce pasó a estar adscrita al partido judicial de Ponferrada
En 1858 contaba con la categoría de aldea y 123 habitantes.
Desde el punto de vista religioso, La Portela de Valcarce perteneció tradicionalmente a la diócesis de Lugo hasta que, a raíz del Concordato entre España y la Santa Sede de 1953 en el que se propugnaba ajustar, en la medida de lo posible, el territorio de las diócesis al de las provincias civiles, en 1955 pasa a depender de la diócesis de Astorga.

## Comunicaciones
La carretera N-VI es la principal vía de acceso a La Portela de Valcarce. La carretera LE-5125 comunica La Portela de Valcarce con Sotogayoso.

## Lugares de interés

### Arquitectura civil
Hay una antigua herrería del siglo XIX.

### Arquitectura religiosa
La iglesia parroquial, dedicada a San Juan Bautista, es de estilo barroco y data de los siglos XVII y XVIII.